# Grand Prix Cycliste de Montréal 2011
Il Grand Prix Cycliste de Montréal 2011, seconda edizione della corsa, valido come evento dell'UCI World Tour 2011, si svolse l'11 settembre 2011 su un percorso totale di 205,7 km. Fu vinto dal portoghese Rui Costa, che terminò la gara in 5h20'18" alla media di 38,53 km/h.
Al traguardo 112 ciclisti portarono a termine il percorso.

## Squadre partecipanti
| N.      | Cod. | Squadra               |
| ------- | ---- | --------------------- |
| 1-8     | RAB  | Rabobank Cycling Team |
| 11-18   | GRM  | Team Garmin-Cervélo   |
| 21-28   | OLO  | Omega Pharma-Lotto    |
| 31-38   | SKY  | Sky Procycling        |
| 41-48   | EUS  | Euskaltel-Euskadi     |
| 51-58   | LEO  | Team Leopard-Trek     |
| 61-68   | BMC  | BMC Racing Team       |
| 71-78   | THR  | HTC-Highroad          |
| 81-88   | LAM  | Lampre-ISD            |
| 91-98   | SBS  | Saxo Bank-Sungard     |
| 101-108 | RSH  | Team RadioShack       |

| N.      | Cod. | Squadra                        |
| ------- | ---- | ------------------------------ |
| 111-118 | LIQ  | Liquigas-Cannondale            |
| 121-128 | KAT  | Katusha Team                   |
| 131-138 | AST  | Pro Team Astana                |
| 141-148 | MOV  | Movistar Team                  |
| 151-158 | QST  | Quickstep Cycling Team         |
| 161-168 | ALM  | AG2R La Mondiale               |
| 171-178 | VCD  | Vacansoleil-DCM                |
| 181-188 | EUC  | Team Europcar                  |
| 191-198 | FDJ  | FDJ                            |
| 201-208 | COF  | Cofidis, le Crédit en Ligne    |
| 211-218 | CSM  | Team SpiderTech powered by C10 |

## Ordine d'arrivo (Top 10)
| Pos. | Corridore           | Squadra      | Tempo    |
| ---- | ------------------- | ------------ | -------- |
| 1    | Rui Costa           | Movistar     | 5h20'18" |
| 2    | Pierrick Fédrigo    | FDJ          | s.t.     |
| 3    | Philippe Gilbert    | Omega Pharma | a 2"     |
| 4    | Jürgen Roelandts    | Omega Pharma | s.t.     |
| 5    | Stefan Denifl       | Leopard-Trek | s.t.     |
| 6    | Daniele Pietropolli | Lampre-ISD   | a 4"     |
| 7    | Marco Marcato       | Vacansoleil  | s.t.     |
| 8    | Arthur Vichot       | FDJ          | s.t.     |
| 9    | Rinaldo Nocentini   | AG2R La Mon. | s.t.     |
| 10   | Fabian Wegmann      | Leopard-Trek | s.t.     |

## Punteggi UCI
| Pos. | Corridore           | Squadra      | Punti |
| ---- | ------------------- | ------------ | ----- |
| 1    | Rui Costa           | Movistar     | 80    |
| 2    | Philippe Gilbert    | Omega Pharma | 50    |
| 3    | Jürgen Roelandts    | Omega Pharma | 40    |
| 4    | Stefan Denifl       | Leopard-Trek | 30    |
| 5    | Daniele Pietropolli | Lampre-ISD   | 22    |
| 6    | Marco Marcato       | Vacansoleil  | 14    |
| 7    | Rinaldo Nocentini   | AG2R La Mon. | 6     |
| 8    | Fabian Wegmann      | Leopard-Trek | 2     |

| Pos. | Squadra            | Punti |
| ---- | ------------------ | ----- |
| 1    | Omega Pharma-Lotto | 90    |
| 2    | Movistar Team      | 80    |
| 3    | Team Leopard-Trek  | 32    |
| 4    | Lampre-ISD         | 22    |
| 5    | Vacansoleil-DCM    | 14    |
| 6    | AG2R La Mondiale   | 6     |

| Pos. | Nazione    | Punti |
| ---- | ---------- | ----- |
| 1    | Belgio     | 90    |
| 2    | Portogallo | 80    |
| 3    | Italia     | 42    |
| 4    | Austria    | 30    |
| 5    | Germania   | 2     |